# Индивидуалистический анархизм
Индивидуалисти́ческий анархи́зм, или ана́рхо-индивидуали́зм (от др.-греч. ἀναρχία — букв. «без начальства», лат. individuum — «неделимое») — одно из направлений анархизма, целью которого является установление анархии, то есть безвластного общества, в котором отсутствуют иерархия и принуждение. Основополагающий принцип традиции индивидуалистического анархизма — право свободно распоряжаться собой, которое присуще любому человеку от рождения. Анархо-индивидуалисты провозглашают приоритет интересов конкретной единичной личности над интересами общества.

Макс Штирнер. Рисунок Фридриха Энгельса

Индивидуалистический анархизм является традицией мысли в рамках анархического движения, которая подчёркивает, что человек и его воля приоритетны перед любыми видами внешних обусловливающих факторов, таких как коллективы, общества, традиции и идеологические системы. Индивидуалистический анархизм не является единой философией, но относится к группе индивидуалистической философии, направления которой иногда вступают в конфликт. На развитие индивидуалистического анархизма оказали влияние идеи Уильяма Годвина, Генри Дэвида Торо (трансцендентализм), Джосайи Уоррена («суверенитет личности»), Лисандра Спунера («естественное право»), Пьера-Жозефа Прудона (мютюэлизм), Герберта Спенсера («закон равной свободы») и Макса Штирнера (эгоизм), Вордсворта Донисторпа. После этого он распространился в основном в Европе и США. Бенджамин Такер, известный анархист-индивидуалист XIX века считал, что «если человек имеет право управлять собой, все внешние правительства являются тираниями».

…вы хотите нашего уважения, так купите его у нас по той цене, которую мы установим. <…> Если же вы сработаете что-нибудь в 10 или 100 раз более ценное, чем наша собственная работа, вы и получите в 100 раз больше; но и мы тогда сумеем изготовить многое, что вы оплатите нам выше, чем по обыкновенной подённой плате. Мы уже сговоримся друг с другом; если только согласимся в том, что никто ничего не должен дарить другому.

 — Макс Штирнер, «Единственный и его достояние»
Современные сторонники анархо-индивидуализма представляют новое общество как бесконфликтное общество, базирующееся на приоритете личности мелких собственников, вступивших во взаимный договор по вопросам самоуправления без государственных органов власти.
По словам канадской анархо-индивидуалистки Венди Макэлрой, из индивидуалистического анархизма происходят следующие утверждения:
- Люди не должны находиться в зависимости от общества
- Все теории, описывающие, как люди могут работать вместе, должны пройти испытание практикой
- Целью должна являться не утопия, а реальная справедливость

## Обзор
Разновидности индивидуалистического анархизма имеют некоторые общие моменты. К ним относятся:
- Концентрация на индивидуальности и её превосходство над любой социальной или внешней реальностью или такими конструкциями, как мораль, идеология, социальные устои, религия, метафизика, идеи или желания других людей
- Отрицание или принятие с оговорками идеи революции, которая рассматривается как массовое восстание, способное привести в том числе и к новому иерархическому порядку. Вместо революционного пути индивидуалисты предпочитают скорее эволюционные методы распространения анархии, такие как альтернативные опыты и эксперименты, а также просвещение и образование, с помощью чего можно было бы добиться видимых результатов уже сейчас. Это объясняется и тем, что индивидуализм не видит необходимости для отдельной личности в том, чтобы ждать глобальных революционных изменений и приобретать альтернативный опыт обязательно за пределами существующей социальной системы
- Представление, что отношения с другими людьми или вещами могут также представлять собственный интерес и могут быть столь же преходящими как и абсолютно необходимыми, с самого момента возникновения анархическим индивидуализмом обычно отвергается. Макс Штирнер рекомендовал образование «союзов эгоистов». Поэтому индивидуалистами всегда подчёркиваются личный опыт и самостоятельное исследование

Существуют следующие различия. В отношении экономических вопросов индивидуалисты исторически были приверженцами мютюэлизма (французы Пьер-Жозеф Прудон и Эмиль Арманд) и собственниками-эгоистами (немец Макс Штирнер, его английский последователь Джон Генри Маккай, русский анархист Лев Чёрный (Павел Турчанинов)). В конце XIX века американский теоретик анархизма Бенджамин Такер соединил прудонистскую концепцию мютюэлизма и эгоистическую философию Штирнера. В середине XX века американский анархист Мюррей Ротбард, основываясь на теоретических разработках австрийской экономической школы и американской традиции индивидуалистического анархизма (Джосайя Уоррен, Лисандр Спунер, Бенджамин Такер), обосновал свою концепцию частнособственнического анархизма.
Эгоистическая форма индивидуалистического анархизма, произошедшая из философии Штирнера, поддерживает право индивида делать именно то, что ему нравится, не обращая внимания на бога, государственные законы или моральные нормы. Согласно Штирнеру, права являются «призраками» ума, поэтому он считал, что общества как такового не существует, но «действительностью являются единичные личности», он выступал за собственность, поддерживаемую способностью к её защите, а не основанную на праве. Штирнер выступал за защиту своих прав и требований «союзами эгоистов», образованных на основе уважения их участников к мощи друг друга.
В начале XX века наиболее известным печатным органом анархо-индивидуалистов в Европе был журнал «Анархия», под редакцией Альберта Либертада. В России в это же время наиболее заметными идеологами анархо-индивидуализма являлись Алексей Боровой и Лев Чёрный.